# Lecane lateralis
Lecane lateralis är en hjuldjursart som beskrevs av Sharma 1978. Lecane lateralis ingår i släktet Lecane och familjen Lecanidae. Inga underarter finns listade i Catalogue of Life.